# Проклін-зона
Проклін-зона (Долина прокльонів) (англ. Damnation Alley) — науково-фантастичний роман американського письменника Роджера Желязни 1969 року, заснований на однойменній повісті, опублікованій у 1967 році. Екранізація роману вийшла в 1977 році.

## Анотація
Страшенна хвороба загрожує зменшити людство наполовину… Точніше, не людство, а те, що від нього лишилось, — по ядерному армагедоні.
Ліки, що можуть зарадити мору, потрібні «на вчора», ще й дуже далеко, але це героїчне завдання волею долі дісталося байкеру-соціопату. Чи зможе, чи схоче він подолати заради чужого добра жахи Проклін-зони, що накрила прокляттям увесь континент? Як змінить його ця мандрівка?
Славетний фантаст розповів нам про це в динамічному бойовику «на колесах» і не без моралі, вплив якого помітний і в пізніших творах про пост'ядерний світ. Колоритні мутанти, мобільні бандити, химерні броньовані транспортні засоби і божевільні стихії — класика жанру!

## Екранізація
Екранізація роману вийшла в 1977 році під назвою «Проклята долина» (англ. Damnation Alley).
Оригінальний сюжет роману Роджера Желязни був серйозно перероблений в остаточному сценарії. Желязни був дуже задоволений початковим сценарієм Лукаса Геллера і вважав його робочим. Однак для кіностудії Алан Шарп написав зовсім іншу версію сценарію, в якому не знайшлося місця здебільшого елементів книги. Желязни не розумів цього, поки не подивився фільм в кінотеатрі. Він ненавидів цю екранізацію, однак, всупереч поширеній думці, не просив виключити своє ім'я з титрів, бо не знав про наявні проблеми до релізу фільму.

## Цікаві факти
- Альбом британського гурту Hawkwind «Quark, Strangeness and Charm» 1977 року містить пісню «Damnation Alley», натхненну романом.
- За словами дизайнера Р. Скотта Кемпбелла екранізація роману Желязни була одним із джерел натхнення для гри «Fallout».